# Aphelandra liboniana
Aphelandra liboniana là một loài thực vật có hoa trong họ Ô rô. Loài này được Linden ex Hook.f. mô tả khoa học đầu tiên năm 1864.